# 国鉄タ1450形貨車
国鉄タ1450形貨車（こくてつタ1450がたかしゃ）は、かつて鉄道省に在籍した私有貨車（タンク車）である。
本形式と同じ専用種別であるタ1530形についても本項目で解説する。

## タ1450形
タ1450形は、日本初のアンモニア水専用の13 t 積タンク車として1929年（昭和4年）7月31日に1両（タ1450）が製造された。その後1930年（昭和5年）9月19日に1両（タ1451）が増備され合計2両が運用された。
本形式の他にアンモニア水を専用種別とする形式には、タ1530形（3両、後述）、タ1650形（2両）、タ1700形（3両）、タ1800形（2両）、タム4700形（8両）、タキ250形（4両）、タキ21200形（4両）の7形式がありいずれも少数両数形式である。
落成時の所有者は、藤本竹商店でありその常備駅は日豊本線の南延岡駅であった。その後1948年（昭和23年）8月30日に藤本産業へ名義変更され常備駅は鹿児島本線（現在の肥薩おれんじ鉄道線）の水俣駅へ移動した。
車体色は黒色、寸法関係はタ1450、タ1451で異なり全長は7,462 mm、7,900 mm、全幅は1,828 mm､2,006 mm、全高は3,813 mm、3,648 mm、軸距は3,650 mm、3,800 mm、実容積は15.0 m3、14.7 m3、自重は8.0 t、12.0 t、換算両数は積車2.0、空車0.8、走り装置はシュー式、一段リンク式である。
1968年（昭和43年）9月30日に2両そろって廃車になり同時に形式消滅となった。

## タ1530形
1930年（昭和5年）11月19日にタム400形より3両（タム402 - タム404→タ1530 -  タ1532）の専用種別変更（濃硫酸→アンモニア水）が行われ、形式名は新形式であるタ1530形に変更された。改造により積載荷重は15 tから8 tヘ減トンされた。
所有者は大日本人造肥料であり、その常備駅は高山本線の速星駅であった。
改造より約2年後の1932年（昭和7年）8月にタ1532がタム400形へ再改造され原番号へ復帰した。さらに残った2両も1933年（昭和8年）3月14日に同様にタム400形へ再改造され原番号へ復帰し形式消滅となった。